# Championnat d'Indonésie de football 2002
Navigation
Saison précédente Saison suivante
La saison 2002 du Championnat d'Indonésie de football est la huitième édition du championnat de première division en Indonésie. La Premier Division regroupe vingt-quatre équipes et se déroule en plusieurs phases :
- les clubs sont répartis en deux poules géographiques et s'affrontent deux fois, à domicile et à l'extérieur. Les quatre premiers de chaque groupe se qualifient pour le deuxième tour, les trois derniers sont relégués en deuxième division.
- les huit qualifiés sont répartis en deux groupes de quatre et s'affrontent une seule fois. Les deux premiers obtiennent leur billet pour la phase finale.
- la phase finale est jouée sous forme de matchs à élimination directe (demi-finales et finale).

C'est le club de Petrokimia Putra qui remporte le championnat cette saison après avoir battu en finale Persita Tangerang. C'est le tout premier titre de champion d'Indonésie de l'histoire du club. Il se qualifie, en compagnie du finaliste pour la toute nouvelle Ligue des champions de l'AFC.

## Les clubs participants
| - Pelita Jaya - Persib Bandung - Persita Tangerang - Semen Padang - PSIS Semarang - Promu de D2 - Persita Tangerang - PSMS Medan - PSPS Pekanbaru - PSS Sleman - Persija Jakarta - PSBL Bangar Lampung - Persikab Bandung | - Persedikab Kediri - Promu de D2 - Petrokimia Putra - Pupuk Kaltim - Barito Putra - Deltra Putra Sidoarjo - Arema Malang - Persipura Jayapura - Persebaya Surabaya - PSM Makassar - Persema Malang - PSDS Deli Serdang - Persijatim Jakarta |

## Compétition
Le barème utilisé pour établir l'ensemble des classements est le suivant :
- Victoire : 3 points
- Match nul : 1 point
- Défaite : 0 point

### Première phase
| Rang | Équipe              | Pts | J  | G  | N  | P  | Bp | Bc | Diff |
| ---- | ------------------- | --- | -- | -- | -- | -- | -- | -- | ---- |
| 1    | Semen Padang        | 41  | 22 | 13 | 2  | 7  | 36 | 21 | +15  |
| 2    | Arema Malang        | 38  | 22 | 11 | 5  | 6  | 31 | 25 | +6   |
| 3    | Persija JakartaT    | 37  | 22 | 10 | 7  | 5  | 29 | 18 | +11  |
| 4    | Persita Tangerang   | 35  | 22 | 10 | 5  | 7  | 44 | 25 | +19  |
| 5    | PSPS Pekanbaru      | 34  | 22 | 9  | 7  | 6  | 34 | 16 | +18  |
| 6    | Persikota Tangerang | 34  | 22 | 8  | 10 | 4  | 27 | 18 | +9   |
| 7    | Pelita Jaya         | 33  | 22 | 10 | 3  | 9  | 28 | 24 | +4   |
| 8    | Persib Bandung      | 32  | 22 | 9  | 5  | 8  | 26 | 24 | +2   |
| 9    | PSDS Deli Serdang   | 29  | 22 | 9  | 2  | 11 | 30 | 38 | -8   |
| 10   | PSBL Bandar Lampung | 26  | 22 | 7  | 5  | 10 | 15 | 26 | -11  |
| 11   | PSMS Medan          | 24  | 22 | 7  | 3  | 12 | 21 | 31 | -10  |
| 12   | Persikab Bandung    | 5   | 22 | 1  | 2  | 19 | 11 | 66 | -55  |

| Rang | Équipe                | Pts | J  | G  | N | P  | Bp | Bc | Diff |
| ---- | --------------------- | --- | -- | -- | - | -- | -- | -- | ---- |
| 1    | Petrokimia Putra      | 43  | 22 | 12 | 7 | 3  | 42 | 22 | +20  |
| 2    | Barito Putra          | 39  | 22 | 11 | 6 | 5  | 30 | 25 | +5   |
| 3    | Persipura Jayapura    | 34  | 22 | 10 | 4 | 8  | 43 | 25 | +18  |
| 4    | PSM Makassar          | 34  | 22 | 10 | 4 | 8  | 31 | 29 | +2   |
| 5    | Deltra Putra Sidoarjo | 32  | 22 | 9  | 5 | 8  | 31 | 32 | -1   |
| 6    | Pupuk Kaltim          | 30  | 22 | 8  | 6 | 8  | 34 | 26 | +8   |
| 7    | PSS Sleman            | 30  | 22 | 8  | 6 | 8  | 22 | 19 | +3   |
| 8    | PSIS SemarangP        | 30  | 22 | 8  | 6 | 8  | 20 | 25 | -5   |
| 9    | Persijatim Jakarta    | 29  | 22 | 9  | 2 | 11 | 36 | 38 | -2   |
| 10   | Persema Malang        | 29  | 22 | 8  | 5 | 9  | 24 | 27 | -3   |
| 11   | Persebaya Surabaya -3 | 20  | 22 | 6  | 5 | 11 | 24 | 31 | -7   |
| 12   | Persedikab KediriP    | 12  | 22 | 2  | 6 | 14 | 22 | 60 | -38  |

- Persebaya Surabaya a reçu une pénalité de trois points pour avoir abandonné la rencontre face à PKT Bontang lors de la 3e journée, le 24 janvier 2002.

### Seconde phase
Groupe A :
| Rang | Équipe             | Pts | J | G | N | P | Bp | Bc | Diff |  | Résultats (▼ dom., ► ext.) | PeTa | PePu | PeJa | Arem |
| ---- | ------------------ | --- | - | - | - | - | -- | -- | ---- |  | -------------------------- | ---- | ---- | ---- | ---- |
| 1    | Persita Tangerang  | 9   | 3 | 3 | 0 | 0 | 4  | 1  | +3   |  | Persita Tangerang          |      | 1-0  | 2-1  | 1-0  |
| 2    | Petrokimia Putra   | 3   | 3 | 1 | 0 | 2 | 3  | 2  | +1   |  | Petrokimia Putra           |      |      | 0-1  | 3-0  |
| 3    | Persipura Jayapura | 3   | 3 | 1 | 0 | 2 | 2  | 3  | -1   |  | Persipura Jayapura         |      |      |      | 1-0  |
| 4    | Arema Malang       | 3   | 3 | 1 | 0 | 2 | 1  | 4  | -3   |  | Arema Malang               |      |      |      |      |

Groupe B :
| Rang | Équipe           | Pts | J | G | N | P | Bp | Bc | Diff |  | Résultats (▼ dom., ► ext.) | Seme | PSM | PeJa | Bari |
| ---- | ---------------- | --- | - | - | - | - | -- | -- | ---- |  | -------------------------- | ---- | --- | ---- | ---- |
| 1    | Semen Padang     | 9   | 3 | 3 | 0 | 0 | 8  | 2  | +6   |  | Semen Padang               |      | 3-2 | 3-0  | 2-0  |
| 2    | PSM Makassar     | 6   | 3 | 2 | 0 | 1 | 5  | 4  | +1   |  | PSM Makassar               |      |     | 1-0  | 2-1  |
| 3    | Persija JakartaT | 3   | 3 | 1 | 0 | 2 | 2  | 5  | -3   |  | Persija JakartaT           |      |     |      | 2-1  |
| 4    | Barito Putra     | 0   | 3 | 0 | 0 | 3 | 2  | 6  | -4   |  | Barito Putra               |      |     |      |      |

### Phase finale

#### Demi-finales
| Équipe 1          | Résultat      | Équipe 2         |
| ----------------- | ------------- | ---------------- |
| Persita Tangerang | 2 - 0         | PSM Makassar     |
| Semen Padang      | 1 - 1 2-3 tab | Petrokimia Putra |

#### Finale
| 7 juillet 2002 | Persita Tangerang | 1 - 2 a.p. | Petrokimia Putra     | Stade Gelora Bung Karno, Jakarta            |                                             |
|                | Jayakesuma 1re    |            | Celbi 73e · Eloi 93e | Spectateurs : 50 000 Arbitrage : M.Purwanto | Spectateurs : 50 000 Arbitrage : M.Purwanto |

## Bilan de la saison
| Championnat d'Indonésie de football 2002 | |
| Champion                                 | Petrokimia Putra (1er titre)                                                                        |
| Coupes et trophées                       | |
| Vainqueur de la Coupe d'Indonésie 2002   | Non disputée                                                                                        |
| Qualifications continentales             | |
| Ligue des champions de l'AFC 2003        | Petrokimia Putra                                                                                    |
| Ligue des champions de l'AFC 2003        | Persita Tangerang                                                                                   |
| Promotions et relégations                | |
| Promus en Premier Division               | Persik Kediri Perseden Denpasar                                                                     |
| Relégués en Second Division              | PSBL Bandar Lumpung PSMS Medan Persikab Bandung Persema Malang Persebaya Surabaya Persedikab Kediri |